# A Place I've Never Been
A Place I've Never Been è il primo album in studio della cantante australiana Kate DeAraugo, pubblicato il 12 dicembre 2005.
Dall'album sono stati estratti i singoli Maybe Tonight e Faded, i quali hanno avuto successo in Australia, raggiungendo rispettivamente la prima e l'ottava posizione.

## Tracce
1. Faded – 3:30 (Jessica Origliasso, Lisa Origliasso, Matthew Gerrard, Robbie Nevil)
2. Maybe Tonight – 3:38 (Dave Bassett, Jess Cates, Lindy Robbins)
3. Heaven – 4:07 (Bryan Adams, Jim Vallance)
4. World Stands Still – 3:58 (Andy Love, Pete Lewinson, Steve Lewinson)
5. Famous for Living – 4:15 (Adam Watts, Andrew Dodd, Brooke McClymont)
6. If This Is Love – 3:44 (Guy Chambers, Jewel Kilcher, Kara DioGuardi)
7. Victim – 2:47 (Adam Reily, Dave Anthony)
8. It's Obvious – 3:56 (Carmen Smith, Glenn Cunningham)
9. You Brought the Sunshine – 4:12 (Glenn Cunningham)
10. The Most Beautiful Place – 3:59 (Jess Cates, Lindy Robbins, Tom Leanard)

## Classifiche
| Classifica (2005) | Posizione massima |
| ----------------- | ----------------- |
| Australia         | 10                |